# Cabinet Weil II
Pour les articles homonymes, voir Cabinet Weil.
Land de Basse-Saxe
Weil I Weil III
Le cabinet Weil II (en allemand : Kabinett Weil II) est le gouvernement du Land de Basse-Saxe entre le 22 novembre 2017 et le 8 novembre 2022, durant la 18e législature du Landtag.

## Historique du mandat
Dirigé par le ministre-président social-démocrate sortant Stephan Weil, ce gouvernement est constitué et soutenu par une « grande coalition » entre le Parti social-démocrate d'Allemagne (SPD) et l'Union chrétienne-démocrate d'Allemagne (CDU). Ensemble, ils disposent de 105 députés sur 137, soit 76,6 % des sièges du Landtag.
Il est formé à la suite des élections législatives régionales anticipées du 15 octobre 2017.
Il succède donc au cabinet Weil I, constitué et soutenu par une « coalition rouge-verte » entre le SPD et l'Alliance 90 / Les Verts (Grünen).
Au cours du scrutin parlementaire, le SPD retrouve son statut de premier parti politique du Land après avoir occupé la deuxième place pendant trois scrutins consécutifs. Le recul des Grünen empêche toutefois la poursuite de l'alliance au pouvoir. Puisque le FDP refuse d'envisager la formation d'une « coalition en feu tricolore » et que les Grünen rejettent toute « coalition jamaïcaine », le Parti social-démocrate et la CDU entreprennent des discussions en vue de constituer la première grande coalition en Basse-Saxe depuis le quatrième mandat de Georg Diederichs en 1967. Les négociations conduisent à un accord.
Le 22 novembre, Stephan Weil est investi ministre-président par le Landtag. Depuis octobre 1998, il est seulement le second chef de gouvernement du Land (avec Christian Wulff) à entreprendre un second mandat.

## Composition
| Fonction                                                                                   | Nom | Nom                                                                           | Parti |
| ------------------------------------------------------------------------------------------ | --- | ----------------------------------------------------------------------------- | ----- |
| Ministre-président                                                                         |     | Stephan Weil                                                                  | SPD   |
| Vice-ministre-président Ministre de l'Économie, du Travail, des Transports et du Numérique |     | Bernd Althusmann                                                              | CDU   |
| Ministre de l'Intérieur et des Sports                                                      |     | Boris Pistorius                                                               | SPD   |
| Ministre de l'Alimentation, de l'Agriculture et de la Consommation                         |     | Barbara Otte-Kinast                                                           | CDU   |
| Ministre des Finances                                                                      |     | Reinhold Hilbers                                                              | CDU   |
| Ministre de la Justice                                                                     |     | Barbara Havliza                                                               | Ind.  |
| Ministre de l'Éducation                                                                    |     | Grant Hendrik Tonne                                                           | SPD   |
| Ministre de la Science et de la Culture                                                    |     | Björn Thümler                                                                 | CDU   |
| Ministre de l'Environnement, des Travaux publics et de l'Énergie                           |     | Olaf Lies                                                                     | SPD   |
| Ministre des Affaires sociales, de la Santé et de l'Égalité                                |     | Carola Reimann (jusqu'au 01/03/2021) Daniela Behrens (à partir du 05/03/2021) | SPD   |
| Ministre des Affaires fédérales et européennes, et de la Promotion régionale               |     | Birgit Honé                                                                   | SPD   |